# 信玄型航空戦艦
信玄型航空戦艦（しんげんがたこうくうせんかん）は、架空戦記『旭日の艦隊』に登場する架空の航空戦艦のクラス。

## 特徴
この艦の外観は左舷よりに装甲飛行甲板を備え、右舷前部に41cm連装砲3基、真中に艦橋構造物、後部に高角砲群を配置している（ただし、これによって横風を遮ることとなり、甲板上に乱気流が発生して艦載機が事故にあう危険性がある。）。主砲から艦橋にかけての外観は、妙高型重巡洋艦に類似している。
このクラスは2隻建造されネームシップでもある『信玄』（しんげん）、そして姉妹艦でもある『謙信』（けんしん）の順である。この名で分かるとおり、艦名はそれぞれ信玄＝武田信玄、謙信＝上杉謙信に由来している。

## 諸元
- 全長:256m
- 水線幅:29m
- 排水量:32,200t（基準）、41,200t（満載）
- 速力:32ノット
- 主機出力:16万馬力（COSAD方式）
- 装甲
  - 飛行甲板:102~152mm（主要部）
  - 司令塔、主砲、弾火薬庫、揚弾塔:200~400mmCNC鋼板

## 武装
- 41cm45口径連装砲:3基
- 15cm65口径成層圏単装高角砲:6基
- 10cm65口径連装高角砲:17基
- 有翼噴進弾垂直発射機:8基
- 25mm3連装対空機関銃:40基
- 電波妨害金属片発射機:2基
- 熱線放射欺瞞弾発射機:3基
- 艦載機:35機

## 劇中での活躍
照和20年の日本出撃時には『信玄』が第一遊撃打撃艦隊旗艦の任に就いており、翌21年の心臓作戦、翌22年のスカンジアビナ半島攻撃には航空攻撃を行っている。
そして後世第二次世界大戦も押し迫った照和25年7月、南大西洋においてドイツ大バルト艦隊所属第十一機動部隊旗艦『ポツダム』に対して航空攻撃および最初で最後となった対艦砲撃でこれを沈めたのも束の間、ダカール沖での戦闘で重爆撃機『アース』の攻撃を受けて『謙信』が中破しこの後、太平洋への移動が命じられ、その途上撤退作戦のため立ち寄ったトリスタン・ダ・クーナ島での『アース』の支援を受けた独潜水艦隊の飽和攻撃により『謙信』は戦没、『信玄』も損傷した。
その後『信玄』はセイロン島において修理を行った後、インド洋において連合軍輸送船団の護衛任務を行ったとされているが、詳細は不明である。
ただし、照和25年末のマスカット講和会議において軍縮が決定され、続編の『新・旭日』、『新・紺碧』で登場していないことから退役したと考えられる。